# Campeonato Europeo de Tiro con Arco al Aire Libre de 1994
El XIII Campeonato Europeo de Tiro con Arco al Aire Libre se celebró en Nymburk (República Checa) entre el 19 y el 23 de julio de 1994 bajo la organización de la Unión Europea de Tiro con Arco (WAE) y la Federación Checa de Tiro con Arco.

## Resultados

### Masculino
| Evento                    | Oro                                                       | Plata                                                        | Bronce                                                    |
| ------------------------- | --------------------------------------------------------- | ------------------------------------------------------------ | --------------------------------------------------------- |
| Arco recurvo individual   | Jari Lipponen · Finlandia                                 | Sébastien Flute Francia                                      | Ivan Ivanov Bulgaria                                      |
| Arco recurvo por equipo   | Jari Lipponen · Ismo Falck · Tomi Poikolainen · Finlandia | Bair Badionov · Valeri Lysenko · Guennadi Mitrofanov · Rusia | Sébastien Flute Lionel Torres Guillaume Duborper Francia  |
| Arco compuesto individual | Simon Tarplee Reino Unido                                 | Pietro Carollo · Italia                                      | Tom Henriksen Dinamarca                                   |
| Arco compuesto por equipo | Morgan Lundin · Ulf Persson · Fredrik Lindblad · Suecia   | Simon Tarplee Bernard Dicks Christopher Simmonds Reino Unido | Mario Ruele · Pietro Carollo · Fabio Notardonato · Italia |

### Femenino
| Evento                    | Oro                                                               | Plata                                                              | Bronce                                            |
| ------------------------- | ----------------------------------------------------------------- | ------------------------------------------------------------------ | ------------------------------------------------- |
| Arco recurvo individual   | Yelena Tutachikova · Rusia                                        | Barbara Mensing · Alemania                                         | Séverine Bonal Francia                            |
| Arco recurvo por equipo   | Yelena Tutachikova · Natalia Bolotova · Yelena Postnikova · Rusia | Barbara Mensing · Cornelia Pfohl · Sandra Wagner · Alemania        | Elif Altınkaynak Elif Ekşi Zehra Öktem Turquía    |
| Arco compuesto individual | Helena Nelson · Suecia                                            | Nichola Simpson Reino Unido                                        | Valérie Fabre Francia                             |
| Arco compuesto por equipo | Valérie Fabre Sophie Cordier Michèle Deloraine Francia            | Fabiola Palazzini · Paola Baschetti · Stefania Montagnoni · Italia | Helena Nelson · Eva Olsson · Eva Viklund · Suecia |

## Medallero
| Núm. | País        | Oro | Plata | Bronce | Total |
| ---- | ----------- | --- | ----- | ------ | ----- |
| 1    | Rusia       | 2   | 1     | 0      | 3     |
| 2    | Suecia      | 2   | 0     | 1      | 3     |
| 3    | Finlandia   | 2   | 0     | 0      | 2     |
| 4    | Reino Unido | 1   | 2     | 0      | 3     |
| 5    | Francia     | 1   | 1     | 3      | 5     |
| 6    | Italia      | 0   | 2     | 1      | 3     |
| 7    | Alemania    | 0   | 2     | 0      | 2     |
| 8    | Bulgaria    | 0   | 0     | 1      | 1     |
| 8    | Dinamarca   | 0   | 0     | 1      | 1     |
| 8    | Turquía     | 0   | 0     | 1      | 1     |
|      | TOTAL       | 8   | 8     | 8      | 24    |